# Národní archiv Bhútánu
Národní archiv Bhútánu byl uveden do provozu v únoru 2006 při Národní knihovně Bhútánu v hlavním městě Thimphu.

## Úloha archivu
Národní archiv shromažďuje a uchovává důležité minulé i současné dokumenty o Bhútánu, aby zajistil jejich bezpečné uložení a uchování pro potomky. Patří mezi ně staré a vzácné rukopisy, knihy, dokumenty; svitky, mikrofilmy, digitalizované záznamy, fotografie a knihy získané na základě zákona o povinném výtisku z roku 1999. 

## Archiválie
Archiválie jsou rozděleny do dvou sekcí: Sbírky zákonných depozitářů a depozitáře vzácných sbírek. Veškeré materiály přijaté prostřednictvím LDA jsou klasifikovány podle vytvářejícího orgánu, tj. organizačně, a materiály, které spadají do vzácných sbírek, jsou rozděleny do různých kategorií jako jsou rukopisy, velmi vzácné a citlivé materiály, královské sbírky - Kasho (dekrety následnictví monarchů ve svitcích), Kasho vydané penlopy (guvernéry) a dzongpony (správci); zhu-yig (žádosti) a tang-yig (odpovídající dopisy), gen-ja (smlouvy a dluhopisy); a to-yig (inventáře, seznamy, rejstříky), ma-thram (staré pozemkové knihy), ae-thram (reformované pozemkové knihy), svitky mikrofilmů a staré záznamy získané od ministerstev.

##### Typ archiválií
Archiv uchovává zejména papírové dokumenty. Papír se skládá z organických materiálů, které se časem znehodnocují. Dokumenty vytištěné na moderním papíře často obsahují bělidla a další chemické látky, které mohou toto znehodnocení urychlit. Podobně i fotografie a filmy často obsahují chemické stopy, které zůstaly po zpracování a které mohou způsobit znehodnocení. Proto je při výběru dokumentů nebo fotografií pro konzervaci důležité, aby byly ošetřeny tak, aby se tyto škodlivé chemické zbytky neutralizovaly.

## Lokální digitalizace
Kvůli digitalizaci bohatých literárních pokladů Bhútánu a uchování důležitých a vzácných dokumentů pro potomky byl ustanoven Dokumentační tým, který provádí průzkum vzácných textů a dokumentů po celé zemi. Průzkumné práce zahrnují digitalizaci a registraci vzácných textů a zaznamenávání údajů o vlastnictví a fyzickém umístění spolu s přehledem jejich obsahu a stavu pro budoucí použití. Tým je zejména zodpovědný za identifikaci těchto vzácných textů, a proto když je objeven konkrétní vzácný nebo významný rukopisný nebo xylografický text, je jeho obsah katalogizován a mnoho takových textů je buď digitalizováno na místě členy našeho průzkumného týmu, nebo jsou přeneseny do Národní knihovny k mikrofilmování. V celém Bhútánu se nachází více než dva tisíce chrámů, klášterů ve vlastnictví státu i soukromníků, u nichž se předpokládá, že se v nich nacházejí důležité texty, dokumenty a rukopisy. Do konce roku 2018 prováděl průzkumný tým průzkum chrámů a klášterů v Sandrubjongkhar, Pemagatshel, Bumthang a Tsirang. V dosud prozkoumaných lokalitách se podařilo zkatalogizovat a digitalizovat celkem přes 4 000 titulů. Výsledky průzkumu v sedmi dzongkhagách byly publikovány ve formě knihy. Dokumentační tým v příštích několika letech chrámy, kláštery a sbírky v bhútánských okresech, které dosud nebyly podrobeny výzkumu.

## Konzervace a rytí dřevotisku
Bhútán má dlouhou tradici tisku textů z ručně rytých dřevěných bloků (xylografický tisk). V patnáctém století bhútánský učenec a světec Terčhen Pema Lingpa, předek královské rodiny, proměnil Bumthang ve středním Bhútánu v jedno z prvních tiskařských center v zemi. Dřevoryty, které vyryl pro 614 listů svých sebraných spisů, se dodnes uchovávají v chrámu Kunzang Drak v Bumthangu.
Mnoho dalších dzongů včetně Punakha Dzongu a chrámů v Bhútánu mělo také tiskařská zařízení a velké sbírky dřevořezů. Bohužel v průběhu staletí bylo několik těchto tiskáren zničeno buď požárem, nebo jinou přírodní katastrofou, což vedlo ke zničení většiny textů a dřevořezů, které v nich byly původně umístěny.

## Budova Národní knihovny a Národního archivu
Stavba současné tradiční čtyřpodlažní osmiúhelníkové budovy, která vypadá jako centrální věžový chrám bhútánského dzongu, je umístěna v oblasti Kawajangtsa v Thimphu. Původně byla vystavěna kvůli potřebě trvalého zázemí pro sbírku náboženských knih a rukopisů. Budova byla slavnostně otevřena a vysvěcena jako chrám J. V. Dilgem Khyentsem Rinpočhem 23. listopadu 1984 právě kvůli poskytnutí posvátného prostoru pro uvedené náboženské knihy, které tvořily většinu sbírky. Do svého stálého sídla se knihovna přestěhovala na konci 1984 pod záštitou tehdejší Zvláštní komise pro kulturní záležitosti. Náklady na výstavbu této budovy nesla zcela bhútánská královská vláda bez zahraniční pomoci.

## Technické zázemí
Archiv je vybaven vysoce kvalitními ocelovými pohyblivými a pevnými regály přivezenými z Dánska, systémy pro regulaci teploty a relativní vlhkosti a požárním a poplašným systémem proti vloupání.